# Arttu Ilomäki
Arttu Ilomäki, född 12 juni 1991 i Tammerfors, är en finländsk professionell ishockeyspelare (forward). Hans moderklubb är Ilves.